# Karanglor
Karanglor is een bestuurslaag in het regentschap Wonogiri van de provincie Midden-Java, Indonesië. Karanglor telt 3949 inwoners (volkstelling 2010).